# كاميلا الملكة القرينة
كاميلا (بالإنجليزية: Camilla, Queen consort of the United Kingdom) (ولدت في 17 يوليو عام 1947، باسم كاميلا روزميري شاند، ولاحقًا أصبح لقبها باركر بولز) الملكة القرينة لتشارلز الثالث ملك بريطانيا و14 دولة من دول الكومونولث (الحائزة على الوسام الملكي الفكتوري، ووسام نجمة ميلانيزيا، وعضوة المجلس الخاص للمملكة المتحدة) هي عضوة في العائلة البريطانية المالكة. في 9 أبريل عام 2005 تزوجت بأمير ويلز تشارلز آنذاك وهو الزواج الثاني لكليهما، فحصلت على لقب دوقة كورنوال ولقب أميرة ويلز، إلا أنها كانت تستخدم لقب دوقة كورنوال، وهو اللقب الثانوي لزوجها آنذاك. وفي اسكتلندا، تحوز اسم دوقة روثسي. أصبحت الملكة القرينة في 8 سبتمبر 2022 لما أُعلن زوجها تشارلز، ملكًا على بريطانيا.
كاميلا هي الابنة الكبرى للرائد بروس شاند وزوجته روزاليند كوبيت، ابنة رولاند كوبيت، بارون اشكومب الثالث. نشأت في شرق ساسكس وساوث كنزنغتون في إنجلترا، وتعلمت في إنجلترا وسويسرا وفرنسا. وفي عام 1973، تزوجت كاميلا بضابط الجيش البريطاني أندرو باركر بولز، وأنجبت منه طفلين. وانتهى زواجهما بالطلاق في عام 1995.
كانت كاميلا مرتبطة عاطفيًا بأمير ويلز قبل وأثناء زيجاتهما الأولى. وانتشرت هذه العلاقة بشكل واسع في وسائل الإعلام واجتذبت أنظار العالم. وفي عام 2005، تزوجا بشكل مدني في بلدية ونزر (وندسور)، وأعقبت الزواج مباركة أنجليكانية متلفزة في كنيسة القديس جورج، قلعة وندسور.
تساعد كاميلا أمير ويلز في مهامه الرسمية، بصفتها دوقة كورنوال. وهي أيضًا الراعية والرئيسة وعضوة في العديد من الجمعيات الخيرية والمنظمات. منذ عام 1994، كانت ناشطة في مجال هشاشة العظام وحصلت على درجات الشرف والجوائز. وقد رفعت الوعي في مجالات تشمل الاغتصاب والاعتداء الجنسي، ومحو الأمية، ورعاية الحيوان، والفقر.

## طفولتها وشبابها
ولدت كاميلا روزميري شاند في مستشفى كلية كينجز، لندن، في 17 يوليو عام 1947. نشأت في ذا لاينز - منزل ريفي كبير من القرن الثامن عشر في بلامبتون، شرق ساسكس - ومنزل من ثلاثة طوابق في ساوث كنزنغتون، المنزل الثاني لعائلتها.  كان والدها الرائد بروس شاند (1917-2006) ضابطًا في الجيش البريطاني، ثم تحول إلى رجل أعمال، وزوجته روزاليند (لقبها قبل الزواج كوبيت؛ 1921-1994). لدى كاميلا أخت أصغر اسمها أنابيل إليوت، وأخ أصغر اسمه مارك شاند (1951-2014). كانت جدتها الكبرى لأمها، أليس كيبل، عشيقة للملك إدوارد السابع من عام 1898 حتى عام 1910. عُمدت كاميلا في كنيسة فيرل، شرق ساسكس. وكانت والدتها ربة منزل، بينما كان لوالدها مصالح تجارية مختلفة بعد تقاعده من الجيش. كان أبرز أعماله الشراكة في شركة بلوك، غراي أند بلوك، وهي شركة لتجار النبيذ في شارع ساوث أودلي، مي فير، وانضم لاحقًا إلى شركة إليس، سون وفيدلر من هيستينغز ولندن.

خلال طفولتها، كانت كاميلا قارئة نهمة بسبب تأثير والدها الذي كان يقرأ لها كثيرًا. ونشأت مع الكلاب والقطط، وفي سن مبكرة، تعلمت ركوب الفرس القزم من خلال الانضمام إلى معسكرات نادي الفرس القزم، وفازت بميداليات في صالات الفروسية المجتمعية. ووفقًا لها، كانت طفولتها «مثالية في كل  شيء». ويصف كاتب السيرة الذاتية جيلس براندريث خلفيتها وطفولتها:
«غالبًا ما توصف كاميلا بأنها عاشت (طفولة كالموجودة في كتب إنيد بليتون). في الواقع، كانت أعظم من ذلك بكثير. ربما كانت كاميلا، كفتاة صغيرة، قد امتلكت بعض السمات الشخصية لجورج، الفتاة المسترجلة في رواية المشاهير الخمس، لكن أطفال إنيد بليتون كانوا في الأساس أطفالًا من الطبقة المتوسطة، وكان آل شاند ينتمون إلى الطبقة العليا. كان لعائلة شاند مكانة وكان لديهم خدم في المنزل، وفي الحديقة، ومع الأطفال. كانوا من طبقة النبلاء وفتحوا حديقتهم للاحتفال الصيفي لجمعية حزب المحافظين المحلي».

_ جيلس براندريث
أرسلت كاميلا إلى مدرسة دمبرلز المختلطة في قرية ديتشلينغ في عمر الخمس سنوات. وغادرت المدرسة وهي في العاشرة من عمرها لتلتحق بمدرسة كوينز غيت في كوينز غيت، ساوث كنزنغتون. عرفها زملاؤها في كوينز غيت باسم «ميلا». وكان من بين زملائها المغنية توينكل التي وصفتها بأنها فتاة ذات «قوة داخلية» مليئة «بالجاذبية والثقة بالنفس». كانت الكاتبة بينيلوب فيتزجيرالد أحد المعلمين في المدرسة، ودرست الفرنسية فيها، تذكرت كاميلا على أنها «مشرقة وحيوية». غادرت كاميلا كوينز غيت بمستوى (واحد-O) في عام 1964؛ لم يجعلها والداها تقضي فترة طويلة بما يكفي للمستويات (إيه-A). وفي سن السادسة عشرة، سافرت لارتياد مدرسة الإنهاء (مون فيرتيل) في تولوشنا، سويسرا. وبعد إنهاء دراستها في سويسرا، اتخذت قرارها الخاص وسافرت إلى فرنسا لدراسة الأدب الفرنسي واللغة الفرنسية في معهد جامعة لندن في باريس لمدة ستة أشهر.
في 25 مارس عام 1965، كانت كاميلا نبيلة يافعة في لندن، وهي واحدة من 311 نبيلة في ذلك العام. وبعد انتقالها من المنزل، شاركت شقة صغيرة في كنزنغتون مع صديقتها جين ويندهام، ابنة أخت مصممة الديكور نانسي لانكستر. ثم انتقلت لاحقًا إلى شقة أكبر في بلغرافيا، وتقاسمتها مع صاحبة الأرض السيدة مويرا كامبل، ابنة دوق أبيركورن، ولاحقًا مع فيرجينيا كارينغتون، ابنة السياسي بيتر كارينغتون، بارون كارينغتون السادس. كانت فيرجينيا متزوجة من خال كاميلا هنري كوبيت من عام 1973 حتى عام 1979 (وفي عام 2005 أصبحت مساعدة خاصة لكاميلا والأمير تشارلز). عملت كاميلا كسكرتيرة لمجموعة متنوعة من الشركات في ويست إند، وعُينت لاحقًا كموظفة استقبال في شركة الديكورسيبيل كوليفاكس وجون فاولر في مي فير. وأصبحت راكبة خيول شغوفة وكثيرًا ما كانت تحضر أنشطة الفروسية. كان لديها أيضًا شغف بالرسم، جعلها تتلقى دروسًا خاصة من أحد الفنانين، على الرغم من أن معظم أعمالها «انتهى بها الأمر في سلة المهملات». وكانت لديها اهتمامات أخرى مثل صيد الأسماك والبستنة وزراعة الحدائق.

## زواجها الأول
في أواخر ستينيات القرن العشرين، التقت كاميلا بأندرو باركر بولز (الذي كان آنذاك ضابطًا في الحرس وملازمًا في البلوز والرويالز) عن طريق شقيقه الأصغر، سيمون باركر بولز، الذي كان يعمل في شركة النبيذ التي يملكها والدها في مي فير. بعد علاقة متقطعة لسنوات، أعلن أندرو وكاميلا خطوبتهما في صحيفة التايمز في عام 1973، وتزوجا في 4 يوليو من ذلك العام في حفل روماني كاثوليكي في مصلى الحرس الكنسي، ويلنغتون بيركس في لندن. حينها كانت كاميلا تبلغ من العمر 25 عامًا وباركر بولز 33 عامًا. وصممت دار الأزياء البريطانية بيلفيل ساسون فستان زفافها، وكانت حفيدة باركر بولز الليدي إيما هربرت من بين إشبينات العروس. كان يعتبر «حفل زفاف المجتمع لذلك العام» وحضره 800 ضيف. كان من بين الضيوف الملكيين الذين حضروا الحفل والاستقبال الأميرة آن والملكة إليزابيث الملكة الأم والأميرة مارجريت، كونتيسة سنودون.
بنى الزوجان منزلهما في ويلتشاير، حيث قاما بشراء عزبة بوليهيد في ألينغتون، ولاحقًا منزل ميدلويك في كورشام. أنجبا طفلين: توم (مواليد 1974)، الذي كان الأمير تشارلز عرّابه، ولورا (مواليد 1978). نشأ كلا الطفلين على العقيدة الرومانية الكاثوليكية لأبيهما، خاصة خلال حياة جدتهما لأبيهما آن باركر بولز؛ لكن كاميلا بقيت أنجليكانية ولم تعتنق الرومانية الكاثوليكية. التحقت لورا بمدرسة كاثوليكية للبنات لكنها تزوجت في كنيسة أنجليكانية، ولم يلتحق توم بكلية أمبلفورث كأبيه، بل بكلية إيتون وتزوج خارج الكنيسة الكاثوليكية. وإن توم، مثل والده، يعد من بقايا أرلية ماكليزفيلد.
في ديسمبر عام 1994، بعد 21 عامًا من الزواج، تقدم كل من كاميلا وزوجها بإجراءات الطلاق على أساس أنهما كانا يعيشان منفصلين لسنوات. وفي يوليو من ذلك العام، توفيت والدتها روزاليند بسبب مرض هشاشة العظام، ووصف والدها ذلك لاحقًا بأنه «وقت صعب بالنسبة لها». جرى الاستماع إلى التماسهما وقبوله في يناير عام 1995 في دائرة الأسرة في المحكمة العليا، لندن. وتم الطلاق في مارس عام 1995. وبعد مرور عام، تزوج أندرو باركر بولز بروزميري بيتمان (التي توفيت عام 2010).

## العائلة
كاميلا هي حفيدة أليس كيبل التي كانت واحدة من أشهر السيدات في المجتمع البريطاني في الماضي وأحد أهم أسباب شهرتها هو العلاقة الرومانسية التي جمعتها بالملك إدوارد السابع ملك بريطانيا والمملكة المتحدة والابن الأكبر للملكة فيكتوريا .
أليس كيبل كانت قد تلقت خمسة ميداليات شرف خلال حياتها من ضمنهم ميدالية نجمة 1914 (1914 Star) والتي نادرا ما تحصل عليها النساء ولقد تلقت كيبل هذه الميدالية تقديرًا لمساهمتها في إنقاذ حياة الأفراد والجنود خلال فترة الحرب العالمية الأولى خلال فترة عملها كممرضة في المستشفى الميداني في بلدة إتابلس الفرنسية. الجهود البطولية لكيبل خلال فترة الحرب جعلتها تحصل أيضًا على ميداليتي الحرب البريطانية.
بالرغم من الدور الكبير الذي لعبته أليس كيبل خلال فترة الحرب ومساهمتها في إنقاذ عشرات الأرواح إلا أن شهرتها جاءت بسبب علاقتها بالملك إدوارد السابع ولقد بدأت علاقتهما في عام 1898 عندما كانت في التاسعة والعشرين من عمرها وعندما كان إدوارد السابع وقتها في السابعة والخمسين من عمره ويحمل لقب أمير ويلز ولقد استمرت علاقتهما منذ ذلك الحين وحتى وفاته بعدها باثنتي عشر عام.

## علاقتها بتشارلز
التقت كاميلا بالأمير تشارلز (25 عاما آنذاك) عندما كانت في السادسة والعشرين من العمر في أوائل السبعينيات حيث نشأت بينهم صداقة قوية تحولت بعدها إلى علاقة حب. وكانت تشاهد كاميلا مرارًا في شقة الأمير تشارلز في قصر باكينغهام. لكن الاعتقاد السائد وقتذاك كان أن العلاقة التي بينهما لن تتطور إلى الزواج.
تزوجت كاميلا من ضابط الجيش اندرو باركر باولز مباشرة بعد أن أرسل تشارلز بمهمة عسكرية خارج البلاد. رزقت كاميلا بطفلين، توم (ولد عام 1975 ) ولورا التي ولدت بعده بأربع سنوات. واستمرت علاقة تشارلز بكاميلا أثناء الزواج وبعد إعلان طلاقه من الأميرة ديانا.
أصبحت كاميلا تحت الأضواء عندما اعترف الأمير تشارلز بخيانته لديانا وإقامة علاقة معها في مقابلة تلفزيونية، مثيراً ضجة كبرى لدى الرأي العام البريطاني في العام 1994 وذلك بعد فضيحة كاميلغيت التي فضحت في تسجيل صوتي لمكالمة هاتفية بين الأمير وكاميلا مصرحًا لها فيه عن مشاعره. وأخيرًا، انتهى زواج كاميلا من زوجها اندرو في العام 1995 ليتزوج الضابط بعدها بعام واحد فقط من فيرجينيا بيتمان. وأصبحت كاميلا بعدها تتردد كثيراً إلى منزل تشارلز في هايغروف.

## الزواج من الأمير تشارلز
تزوجت من الأمير تشارلز في 9 أبريل 2005 بعد قصة حب طويلة، وبعد الزواج أعطتها الملكة إليزابيث الثانية لقب دوقة كورنوال.

## روابط خارجية
- كاميلا الملكة القرينة على موقع IMDb (الإنجليزية)
- كاميلا الملكة القرينة على موقع الموسوعة البريطانية (الإنجليزية)
- كاميلا الملكة القرينة على موقع مونزينجر (الألمانية)
- كاميلا الملكة القرينة على موقع إن إن دي بي (الإنجليزية)
- كاميلا الملكة القرينة على موقع قاعدة بيانات الفيلم (الإنجليزية)
- كاميلا الملكة القرينة على موقع كينوبويسك (الروسية)